# Dana Knudsen
Dana Knudsen (25 aprile 1990) è una pallavolista statunitense.
Gioca nel ruolo di centrale nello Hainaut Volley.

## Carriera
La carriera pallavolistica di Dana Knudsen inizia a livello scolastico, giocando per la formazione di pallavolo femminile della St. Francis High School. Terminate le scuole superiori, entra a far parte della squadra della Santa Clara University, con la quale prende parte alla Division I NCAA dal 2008 al 2011, saltando tuttavia dopo cinque incontri la sua prima stagione, per poi trasferendosi nel 2012 alla University of Minnesota, con la quale termina la carriera universitaria.
Dopo un periodo di inattività, nel gennaio 2014 viene ingaggiata dal Centro de Promoción y Prácticas Deportivas Vóley Murcia, club della Superliga Femenina de Voleibol col quale inizia la carriera professionistica, disputando la fase finale del campionato 2013-14. Nel campionato seguente gioca con lo Hainaut Volley di Valenciennes, nella Ligue A francese.